# فرودگاه بویزی
فرودگاه بویزی (به انگلیسی: Boise Airport) (به زبان بومی: Boise Air Terminal) یک فرودگاه همگانی بهره‌برداری هوایی (۲۰۰۸) با کد یاتا BOI است که یک باند فرود آسفالت دارد و طول باند آن ۳۰۴۸ متر است. این فرودگاه در کشور ایالات متحده آمریکا قرار دارد و در ارتفاع ۸۷۵ متری از سطح دریا واقع شده‌است.